# Ian Fraser Kilmister
Ian Fraser Kilmister (n. 24 decembrie 1945, Burslem⁠(d), Anglia, Regatul Unit – d. 28 decembrie 2015, Los Angeles, California, SUA), cunoscut după numele de scenă Lemmy, a fost un muzician și basist englez fiind cel mai cunoscut pentru faptul că a fondat formația de muzică rock/metal Motörhead. Înfățișarea și vocea gravă l-au făcut o persoană cult de neconfundat. 
Muzicianul a decedat la 28 decembrie 2015, la doar două zile după ce aflase că are o formă avansată de cancer. Lemmy locuia într-un apartament din Los Angeles, statul California, care era aproape de barul unde se întâlnea cu alți muzicieni. La începutul anului 2016, fusese programat un turneu împreuna cu trupa sa.

## Biografie

### Tinerețea
Lemmy a fost născut în Ajunul Crăciunului în cartierul Burslem al localității Stoke-on-Trent, Staffordshire. La vârsta de trei ani, tatăl său, un fost capelan al Royal Air Force, s-a separat de mama sa. Mama, bunica și micul Lemmy s-au mutat în Newcastle-under-Lyme, iar apoi la Madeley.  Când Lemmy avea 10 ani, mama lui s-a căsătorit cu fostul fotbalist George Willis, care avea deja doi copii mari dintr-o căsătorie anterioară, Patricia și Tony, cu care Lemmy nu s-a înțeles.
Familia s-a mutat la o fermă in orașul galez Benllech, Anglesey, Lemmy comentând în cele din urmă: "Destul de amuzant, fiind singurul copil englez dintre 700 de galezi. Nu a fost cea mai fericită perioadă, dar a fost interesant din punct de vedere antropologic". A urmat școala Sir Thomas Jones' School în Amlwch, unde a fost poreclit "Lemmy". A fost sugerat mai târziu că porecla provenea de la cuvintele "lemmy [lend me] a quid 'til Friday" ("împrumută-mi o liră până vineri"), din cauza pretinsului său obicei de a împrumuta bani pentru jocuri de noroc, deși Lemmy a pretins că nu știa de originea numelui. Curând, a manifestat un interes pentru muzica rock and roll, fete și cai.
În școală, Lemmy a observat că un băiat care adusese o chitară a fost "înconjurat de gagici". Mama lui a avut o chitară pe care a luat-o el la școală. Chiar dacă el nu știa să cânte, tot a atras atenția fetelor. Când a părăsit școala, familia lui s-a mutat în Conwy. Acolo, s-a angajat la locuri de muncă care nu necesită pregătire, precum unul la fabrica locală de alimentare electrică Hotpoint, în timp ce cânta la chitară în trupe locale, precum Sundowners și petrecea timpul la școala de călărie. Lemmy a văzut trupa The Beatles cântând la Cavern Club când avea 16 ani și apoi a învățat să cânte primul lor album la chitară, Please Please Me. El de asemenea a admirat atitudinea sarcastică a grupului, în special cea a lui John Lennon.